# کابوس در خیابان الم (فیلم ۲۰۱۰)
کابوس در خیابان اِلم (به انگلیسی: A Nightmare on Elm street) نام یک فیلم ترسناک آمریکایی است که در سال ۲۰۱۰ میلادی اکران شد. این فیلم در واقع بازسازی فیلمی با همین عنوان در سال ۱۹۸۴ می‌باشد.

## خلاصه داستان
داستان فیلم به قاتلی به نام روح مردی به نام فردی کروگر با چنگک‌های تیز می‌پردازد و دربارهٔ کسانی که در خیابان الم زندگی می‌کنند و گویی از این می‌ترسند که کروگر در حال انتقام است.
در اوایل دههٔ ۸۰ میلادی، بیماری روانی به نام فردی کروگر عده‌ای کودک را به قتل رساند. ابزار قتل، دستکش‌هایی بود که در آن‌ها تیغ اصلاح تعبیه شده بود. هنگامی که کروگر به دستور قاضی رسیدگی به پرونده آزاد شد، والدین کودکانی که احساس خطر می‌کردند او را زنده‌زنده سوزاندند. چند سال بعد، کودکانی که والدین آن‌ها در سوزاندن فردی دست داشتند، از جمله نانسی که پدرش پلیسی بود که فِرِدی را دستگیر کرده بود، دچار کابوس‌های وحشتناکی شدند، کابوس مردی سوخته با دستکش‌های تیغ‌دار. روح فردی کروگر در خواب به آن‌ها حمله می‌کرد و یکی از آن‌ها را به قتل می‌رساند! ابتدا نانسی تصور می‌کرد این کابوس یک کابوس معمولی است، اما وقتی که بهترین دوست او تینا در کابوس او به قتل رسید، در دنیای واقعی نیز مرده بود. این در حالی بود که دوست دیگر نانسی، گِلن هم کابوس‌های مشابه دیده بود و او هم این موضوع را تأیید می‌کرد. آن دو برای گشودن رمز مرگ کروگر به جستجو می‌پردازند و سرانجام رمز آن را می‌گشایند. آن‌ها تصمیم می‌گیرند تا جایی که ممکن است بیدار بمانند و راهی برای برگرداندن کروگر به دنیای واقعی پیدا کنند.